# Берлингтон (Охајо)
Берлингтон (енгл. Burlington) насељено је место без административног статуса у америчкој савезној држави Охајо.

## Демографија
По попису из 2010. године број становника је 2.676, што је 118 (-4,2%) становника мање него 2000. године.
| Група             | 2000.         | 2010.         |
| Белци             | 2.408 (86,2%) | 2.348 (87,7%) |
| Афроамериканци    | 265 (9,5%)    | 225 (8,4%)    |
| Азијати           | 3 (0,1%)      | 3 (0,1%)      |
| Хиспаноамериканци | 48 (1,7%)     | 35 (1,3%)     |
| Укупно            | 2.794         | 2.676         |